# 傑克·蘭布
雅各·萊恩·蘭布（英語：Jacob Ryan Lamb，1990年10月9日—），為美國職棒大聯盟的內野手，目前為自由球員。他於2014年在響尾蛇隊登上大聯盟，2017年入選明星賽。

## 早期
蘭布生於西雅圖。高中時就已經是隊上的明星球員。
在他高中畢業後，隨即投入2009年美國職棒大聯盟選秀，他在第38輪被匹茲堡海盜隊選走。不過他並未與球隊簽約，而是繼續就讀華盛頓大學。

## 職業生涯

### 亞利桑那響尾蛇
大學畢業的蘭布投入2012年美國職棒大聯盟選秀，他在選秀會上第6輪被亞利桑那響尾蛇選走。2013年，他在亞利桑那秋季聯盟出賽。2014年受邀參與春訓。該年他也漸漸從2A升上3A。
2014年7月31日，響尾蛇隊交易Martin Prado至洋基隊。蘭布在8月7日登上大聯盟。他出賽37場，打擊率2成30，4轟。2015年，他因傷只出賽105場。打擊率2成63，6轟34分打點。2016年上半季，他的打擊率為2成91，20轟61分打點。他也順利入選生涯首次明星賽。該季他打擊率為2成49，29轟91分打點。
2017年，他入選明星賽。該年他打擊率為2成48，30轟105分打點。2017年7月21日，響尾蛇隊前2棒David Peralta和A·J·波拉克第一局面對麥斯·薛澤都擊出全壘打。隨後第3棒的蘭布再補上一支全壘打，達成難得一見的背靠背靠背全壘打的演出。2018年8月2日，他動了肩膀手術球季報銷。該季他打擊率為2成22，6轟31分打點。
2019年4月5日，蘭布因為四頭肌受傷而進入傷兵名單。他一直到6月底才重返球場，該年他的打擊率僅1成93。
2020年，蘭布以550萬美元與響尾蛇續約。不過該年他在響尾蛇的打擊率只有1成16，因此他在9月10日遭到球隊放進指定讓渡名單。12日遭到釋出。

### 奧克蘭運動家
被響尾蛇釋出的當天，運動家與蘭布簽約。並隨即將他放進26人名單中。

### 亞特蘭大勇士
2021年2月21日，蘭布和勇士隊簽下小聯盟合約。3月27日，球隊以蘭布在訓表現不佳為由將他釋出。

### 芝加哥白襪
2021年3月29日，蘭布與白襪隊簽下合約。該年他的打擊率為2成12，並敲出6轟與13分打點。9月1日，他遭到球隊指定讓渡。

### 多倫多藍鳥
2021年9月3日，藍鳥隊從讓渡名單中選走蘭布。後來因為Breyvic Valera傷癒歸隊，球隊在9月29日將蘭布釋出。

### 洛杉磯道奇
2022年3月14日，蘭布與道奇簽下小聯盟約。他在6月28日回到大聯盟，並繳出2成39的打擊率，另敲出2轟與4分打點。

### 西雅圖水手
2022年8月2日，蘭布被交易到水手。9月21日，他被球隊指定讓渡，並於三天後釋出。

### 洛杉磯天使
2022年12月21日，蘭布與天使簽下小聯盟約。而他後來成功入選開幕戰先發名單，這年他出賽18場比賽，打擊率為2成16，並敲出2轟與5分打點。6月30日，球隊為了升上Víctor Mederos而將蘭布指定讓渡，最後他在隔日遭到球隊釋出。

## 個人生活
蘭布一家都是運動員，父親和母親分別從事美式足球和網球。哥哥是一名雙棲運動員，弟弟則在大學打棒球。他還有一個打壘球的姐姐。

## 外部連結
- 球員資訊和成績在MLB，ESPN，Baseball-Reference，Fangraphs（英文）
- 傑克·蘭布的X（前Twitter）
- 傑克·蘭布的Instagram帳戶